# Eva (passbåt)

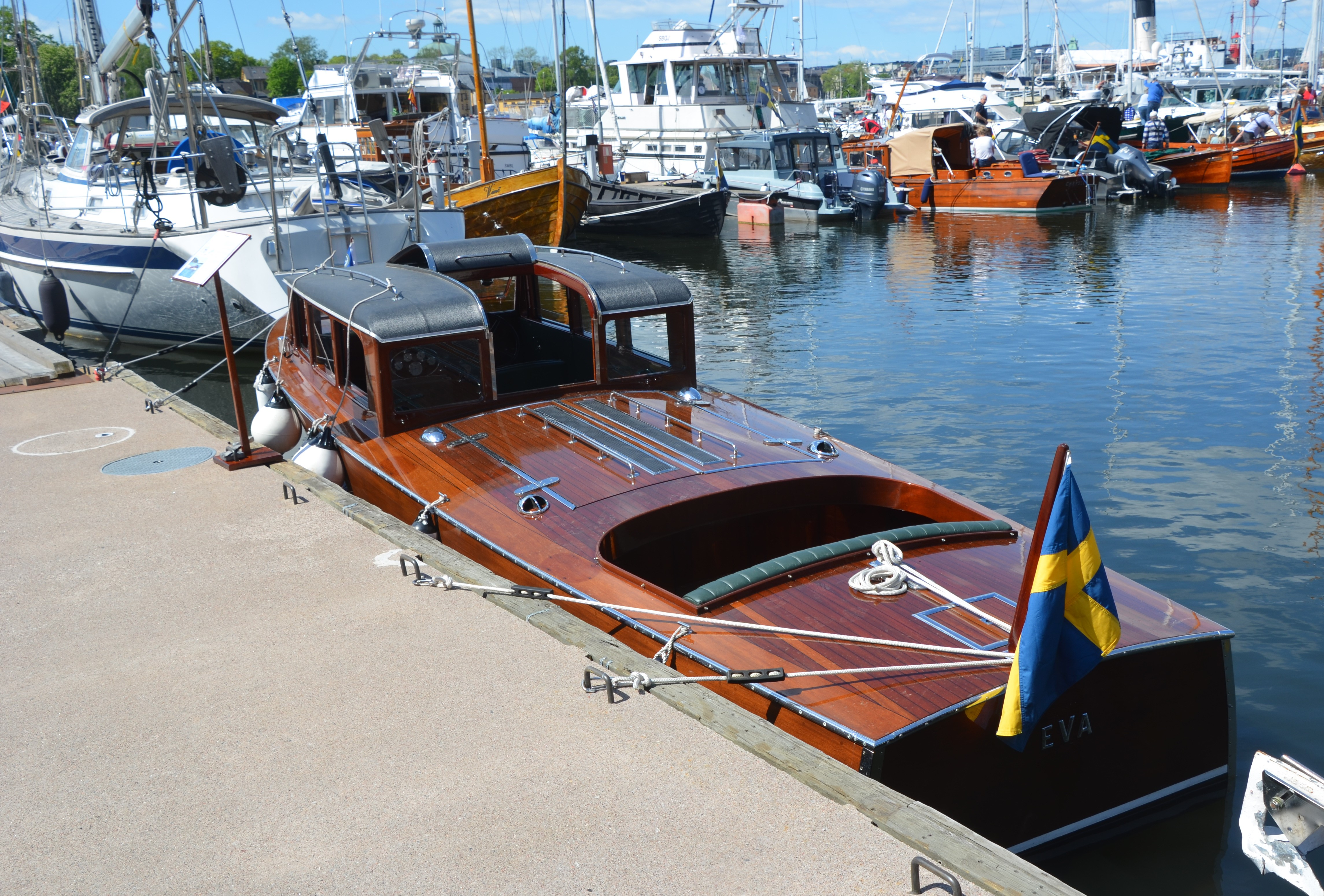
Eva i Wasahamnen i Stockholm

Eva är en svensk passbåt, som byggdes av Neglingevarvet (Stockholms Båtbyggeri AB) 1930. Båttypen ritades av Carl Plym som passbåt mellan Nybroviken och Stockholmsutställningen 1930 vid nuvarande Sjöhistoriska museet, för vilken den serietillverkades. Sannolikt byggdes sammanlagt åtta båtar. Den kallades för "Plymdroska".
Båten är byggd i mahogny, i kravell på sågade ekspant. Botten är V-formad.
Båten levererades efter Stockholmsutställningen till Sigurd Lewerentz och användes för pendling mellan Djurgårdsbrunnsviken i Stockholm och Utö. Han ägde båten in på 1950-talet. Eva totalrenoverades under 2000- och 2010-talen, varvid bland annat den amerikanska åttacylindriga bensinmotorn från Gray Marine på 130 hk byttes till en åttacylindrig Rolls Royce-motor på 250 hk.